# Delta (Alabama)
Delta – jednostka osadnicza w Stanach Zjednoczonych, w stanie Alabama, w hrabstwie Clay.